# Exarchat patriarcal arménien catholique de Jérusalem et d'Amman
 (juin 2021).
La mise en forme du texte ne suit pas les recommandations de Wikipédia : il faut le « wikifier ».
Les points d'amélioration suivants sont les cas les plus fréquents :
- Les titres sont pré-formatés par le logiciel. Ils ne sont ni en capitales, ni en gras.
- Le texte ne doit pas être écrit en capitales (les noms de famille non plus), ni en gras, ni en italique, ni en « petit »…
- Le gras n'est utilisé que pour surligner le titre de l'article dans l'introduction, une seule fois.
- L'italique est rarement utilisé : mots en langue étrangère, titres d'œuvres, noms de bateaux, etc.
- Les citations ne sont pas en italique mais en corps de texte normal. Elles sont entourées par des guillemets français : « et ».
- Les listes à puces sont à éviter, des paragraphes rédigés étant largement préférés. Les tableaux sont à réserver à la présentation de données structurées (résultats, etc.).
- Les appels de note de bas de page (petits chiffres en exposant, introduits par l'outil «  Source ») sont à placer entre la fin de phrase et le point final[comme ça].
- Les liens internes (vers d'autres articles de Wikipédia) sont à choisir avec parcimonie. Créez des liens vers des articles approfondissant le sujet. Les termes génériques sans rapport avec le sujet sont à éviter, ainsi que les répétitions de liens vers un même terme.
- Les liens externes sont à placer uniquement dans une section « Liens externes », à la fin de l'article. Ces liens sont à choisir avec parcimonie suivant les règles définies. Si un lien sert de source à l'article, son insertion dans le texte est à faire par les notes de bas de page.
- La présentation des références doit suivre les conventions bibliographiques. Il est recommandé d'utiliser les modèles {{Ouvrage}}, {{Chapitre}}, {{Article}}, {{Lien web}} et/ou {{Bibliographie}}. Le mode d'édition visuel peut mettre en forme automatiquement les références.
- Insérer une infobox (cadre d'informations à droite) n'est pas obligatoire pour parachever la mise en page.

Pour une aide détaillée, merci de consulter Aide:Wikification.
Si vous pensez que ces points ont été résolus, vous pouvez retirer ce bandeau et améliorer la mise en forme d'un autre article.
L'exarchat patriarcal arménien catholique de Jérusalem et d'Amman (familièrement Jérusalem des Arméniens) est la juridiction missionnaire pré-diocésaine de l'Église catholique arménienne sui iuris (catholique orientale, rite arménien en langue arménienne) en Terre sainte (Palestine / Israël) et (Trans) Jordanie .
Il dépend directement du patriarche arménien catholique de Cilicie.
Son siège épiscopal de la cathédrale est un site du patrimoine mondial : l'église de Notre-Dame des Douleurs, Jérusalem.
Auparavant, la région avait le statut inférieur de vicariat patriarcal au sein de l'archidiocèse propre du patriarche «de Cilicie» (basé à Beyrouth).

## Histoire
- Créé le 1er octobre 1991 en tant qu'exarchat patriarcal de Jérusalem
- En 1998, rétrogradé comme Territoire dépendant du patriarcat|territoire dépendant du patriarche d'Amman et de Jérusalem
- Promu en 2001 en tant qu'exarchat patriarcal de Jérusalem et d'Amman

## Ordinaires
(de rite arménien)
Vicaires patriarcaux de Jérusalem
- Monseigneur Giovanni Gamasargan (1973 - 1978)
- Père Joseph Chadarevian (1978 - 1986)
- Père Joseph I. Debs (1986 - 1991 voir ci-dessous)

Exarques patriarcaux de Jérusalem
- Père Joseph I. Debs (voir ci-dessus 1991 - 1992), ancien vicaire patriarcal de Jérusalem des Arméniens (1986 - 1991)
- Archimandrite Joseph Rubian (1992 - 1995)
- André Bedoglouyan, Institut patriarcal du clergé de Bzommar (ICPB) (1995 - 1998 voir ci-dessous), ancien évêque titulaire de Comana Armeniæ (de) (1971.07.24 - décès 2010.04.13) & Éparche auxiliaire de Cilicie des Arméniens (patriarcat, au Liban) (1971.07.24 - 1994.11.05), également administrateur apostolique du Qamichli des Arméniens (Syrie) (1988 - 1989)

Protosyncellus (dépendance patriarcale) d'Amman et de Jérusalem
- André Bedoglouyan, ICPB (voir ci-dessus 1998 - retraité en 2001)

Exarques patriarcaux de Jérusalem et d'Amman
- Kévork Khazoumian (de) (2001 - 2006.03.15), également évêque titulaire de Marasc des Arméniens (de) (2002.01.22 - 2006.03.15); plus tard archéparque coadjuteur d'Istanbul des Arméniens (Turquie) (2006.03.15 - 2014.05.21)
- Mgr. Raphaël François Minassian (2006 - 24/06/2011); plus tard archevêque titulaire de Césarée-en-Cappadoce-des-Arméniens (de) (2011.06.24 -. . .) & ordinaire de l'Europe de l'Est des Arméniens (Arménie) (2011.06.24 -. . .)
- Mgr. Joseph Antoine Kélékian (08/08/2011 - retraité 2014)
- Administrateur apostolique Mgr. Kevork Noradouguian (Dankayé) (30/04/2014 - 25/11/2015) (aucun autre bureau)
- Kricor-Okosdinos Coussa (25/11/2015 - 10/05/2019); en même temps exarque patriarcal d'Alexandrie des Arméniens (Alexandrie, Egypte) ([2003.09.09] 2004.01.07 -. . .)
- Nerses Zabbara (2019.05.10 -. . .)